# 小小作品
《小小作品》（Xiao Xiao）是一个由中国动画师朱志强创作的网络Flash动画系列作品，以动画人物为“火柴人”的简笔人物画而闻名。动画中包含火柴人之间激烈的打斗场面，其中部分作品更是加入了互动的游戏性内容。由于本作品具有丰富的想象力与表现力，在2000年代初风靡于中国互联网。
「小小作品」一名是指「一点点的创意工作」。在小小作品系列中，有部份作品的名称并非「小小作品」，其中包括第四作《小小特警》、第七作《小小电影》、第九作《过关斩将》等。除了第一部作品最初是AVI格式外，整个系列作品均由Flash格式制作。第一部作品后也被转换为Flash格式。
《小小作品》的主角是一位不知名的黑色火柴人，其头部较大，四肢较小。本系列主角在系列多个作品中都处于一个危险的地方，并需要击败多个同样是火柴人敌人。这些火柴人敌人可以是黑色的，也可以是各种颜色的。到最后，主角需要与最终头目—紫色火柴人正面对决。在部分作品中，玩家可以操纵主角移动，如果达成不同的条件，则可以看到不同的结局，比如《过关斩将》系列。
《小小作品》因为以火柴人为主要元素，而火柴人本身亦易于绘制，所以吸引了不少动画师制作《小小作品》的续集或外传，尤以2D动画《小小作品3》为最。

## 开发
《小小作品》的制作起源于朱志强的幼年时期。他曾表示，那时他非常喜欢画火柴人，这也为《小小作品》带来灵感。1996年，20岁的朱志强从故乡吉林来到北京，从事美工工作。这段时间，朱志强开始自学一些电脑软件知识来糊口。2000年，朱志强受到Flash作品《强盗的天堂》的影响后，萌生了制作《小小作品》的念头。
尽管《小小作品》使用Flash制作，但朱志强仍然为此投入了太多的精力。据他本人所言，为了制作其中的一些匪夷所思的武打场景，他几乎把港台武打片全部看了一遍。他一分钟的作品需要十天左右才能完成，每添加一个角色，就要多费一天的时间。这也是朱志强在制作《小小作品3》时，花了七个月时间的原因。

## 法律纠纷
在2003年，耐克制作了几套“火柴人”广告。但是，耐克广告中的火柴人外貌与《小小作品》中的火柴人非常相似，因此令朱志强认为版权被侵犯。2004年动画作者朱志强向耐克公司提起侵权法律诉讼，控告耐克公司未经授权，在广告中使用了自己已经注册商标的动画形象，并要求赔款200万人民币。而耐克公司则辩称他们没有侵犯《小小作品》的版权，因为“火柴人”的形象缺乏原创性，应属于公有领域。另外，耐克还声称广告与《小小作品》的题材不同，一个是体育，而另一个则是武打。因此，他们没有侵犯其版权。北京第一中级法院最终判决耐克公司构成侵权，并赔偿朱志强30万人民币。
但在2006年的二审中，二审法院经审理后认为，朱志强的“火柴棍小人”与耐克“黑棍小人”的这些相似之处多来自于公有领域，不应得到著作权法的保护。除了公有领域部分，法院认可“火柴棍小人”具有独创性，但其独创程度并不高，“黑棍小人”在这部分上并不构成摹仿或剽窃。因此，二审法院驳回朱志强的诉讼请求，并撤销了一审法院认定耐克侵权并赔偿30万元的判决。